# Scabrobunus filipes
Scabrobunus filipes is een hooiwagen uit de familie Assamiidae.